# Ludwig Zehnder
Ludwig Louis Albert Zehnder, švicarski fizik, * 4. maj 1854, Illnau, Švica, † 24. marec 1949, Oberhofen am Thunersee, Švica.
Zehnder je najbolj znan po izumu interferometra (glej Mach-Zehnderjev interferometer).
Bil je Röntgenov učenec, profesor fizike na Univerzi v Freiburgu in Baslu. Izdelal je prve slike človeškega okostja s sevanjem rentgenskih žarkov.
1. 1 2  SNAC — 2010.
2. 1 2  data.bnf.fr: platforma za odprte podatke — 2011.